# Danais corymbosa
Danais corymbosa är en måreväxtart som beskrevs av Isaac Bayley Balfour. Danais corymbosa ingår i släktet Danais och familjen måreväxter.
Artens utbredningsområde är Rodrigues. Inga underarter finns listade i Catalogue of Life.